# Орловский, Иосиф Станиславович
Ио́сиф Станисла́вович (Игна́тьевич) Орло́вский (1820—1880) — архитектор, академик Императорской Академии художеств, варшавский губернский архитектор и управляющий строительным отделением Варшавского Губернского Правления.

## Биография
По окончании курса в Петроковской гимназии, поступил (1838) аппликантом в правительственную комиссию МВД Российской Империи по строительной части; спустя семь лет, сдал экзамен на вольнопрактикующего архитектора II класса. Предпринял путешествие за границу (1846—1850) и провёл четыре года в Италии и Германий, где изучал архитектурное искусство. Возвратившись из-за границы, Орловский (1850) получил должность архитектора в Пиотрково, затем продолжал службу в упомянутой строительной комиссии. Был снова командирован за границу (1852) для сбора материалов для постройки здания Варшавской Медико-Хирургической Академии. Вскоре после вторичного приезда из-за границы Орловский обратил на себя внимание постройкой здания Дворянского института в Варшаве. Не ограничиваясь одной практической деятельностью, Орловский (с 1857) принял на себя преподавание архитектуры в Варшавском Дворянском институте, но его преподавательская деятельность продолжалась недолго вследствие его перехода (1858) на службу в варшавскую строительную комиссию. Между тем, произведенные им многочисленные постройки сделали его имя весьма известным, и Санкт-Петербургская Императорская Академия художеств удостоила его (1872) званием академика архитектуры. Назначенный 2 августа 1876 года варшавским губернским архитектором, Орловский в этой должности состоял по день смерти. Из его построек наиболее крупными и интересными считаются здание больницы св. Духа, костёл св. Станислава и здание Варшавской ратуши. Кроме того, он принимал деятельное участие в постройке здания Варшавской Медико-Хирургической Академии. Орловский скончался в Варшаве 4 января 1880 года.
Основные постройки в Варшаве: Дворянский институт, больница св. Духа (1857—1861), костёл св. Станислава (1859–1860), Ратуша. Принимал участие в строительстве здания Варшавской Медико-хирургической академии.